# L'onore della famiglia
L'onore della famiglia (Our Family Honor) è una serie televisiva statunitense in 13 episodi trasmessi per la prima volta nel corso di una sola stagione dal 1985 al 1986.
La serie, ambientata a New York, tratta di due famiglie che si conoscono da tempo e che il destino ha voluto vedere ferocemente contrapposte: da un lato i McKay, famiglia di poliziotti, dall'altro i Danzig, famiglia di mafiosi profondamente coinvolti nella criminalità organizzata newyorchese. La serie fu lanciata con un film per la televisione della durata di 92 minuti trasmesso il 17 settembre 1985 sulla ABC. Il secondo episodio, della durata di un'ora circa, fu trasmesso la settimana dopo, il 24 settembre 1985.

## Personaggi
- Liz McKay (13 episodi, 1985-1986), interpretata da Daphne Ashbrook.
È una poliziotta e nipote di Frank.
- Katherine McKay (13 episodi, 1985-1986), interpretato da	Georgann Johnson.
- Augie Danzig (13 episodi, 1985-1986), interpretato da	Michael Madsen.
È un boss della famiglia dei Danzig, muore nell'ultimo episodio.
- detective sergente Frank McKay (13 episodi, 1985-1986), interpretato da	Tom Mason.
È il figlio di Katherine e Patrick, cerca di far pagare ai Danzig la morte del fratello.
- Patrick McKay (13 episodi, 1985-1986), interpretato da	Kenneth McMillan.
È il marito di Katherine e commissario di polizia.
- Marianne Danzig (13 episodi, 1985-1986), interpretata da Barbara Stuart.
È la moglie di Vincent Danzig.
- Vincent Danzig (13 episodi, 1985-1986), interpretato da	Eli Wallach.
È un boss mafioso.
- Rita Danzig (13 episodi, 1985-1986), interpretata da	Sheree J. Wilson.
- Jerry Danzig (13 episodi, 1985-1986), interpretato da	Michael Woods.
È uno dei figli di Vincent, un avvocato che instauro un rapporto d'amore con Liz.
- George Bennett (13 episodi, 1985-1986), interpretato da	Ron Karabatsos.
- Ed Santini (10 episodi, 1985), interpretato da	Ray Liotta.
- capitano Jonas Jones (8 episodi, 1985), interpretato da	Dick Anthony Williams.
- Mark Danzig (3 episodi, 1985), interpretato da	Scott Sherk.
- Jake Parker (3 episodi, 1985), interpretato da	Vince Edwards.
- Marvin Becker (2 episodi, 1985), interpretato da	Macon McCalman.
- tenente Phillip 'Buck' Rogers (2 episodi, 1985-1986), interpretato da	James Handy.
- detective sergente Steven Keller (2 episodi, 1985-1986), interpretato da	Steven Keats.
- Karen Pellagrino (2 episodi, 1985-1986), interpretata da	Rachel Ticotin.
- Dom (2 episodi, 1985), interpretato da	Marc Alaimo.
- Mills (2 episodi, 1985), interpretato da	Walter Brooke.
- Eddie Branner (2 episodi, 1985), interpretato da	Tom Everett.
- Allie Casalli (2 episodi, 1985), interpretata da Billy Gallo.
- Howie Ross (2 episodi, 1985), interpretato da	Richard Lineback.
- Brian Merrick (2 episodi, 1985), interpretato da	Jerry Orbach.

## Produzione
La serie fu prodotta da American Broadcasting Company  Le musiche furono composte da Barry De Vorzon e Doug Timm.

### Registi
Tra i registi della serie sono accreditati:
- Martin Davidson (4 episodi, 1985)
- John Patterson (2 episodi, 1985-1986)
- Jerry Jameson (2 episodi, 1985)
- Guy Magar (2 episodi, 1985)

## Distribuzione
La serie fu trasmessa negli Stati Uniti dal 1985 al 1986 sulla rete televisiva ABC. In Italia è stata trasmessa su Canale 5 e poi su emittenti locali con il titolo L'onore della famiglia.

## Episodi
| Stagione       | Episodi | Prima TV USA |
| -------------- | ------- | ------------ |
| Prima stagione | 13      | 1985-1986    |